# 波葉山螞蝗
波葉山螞蝗（学名：Ototropis sequax），又名长波叶山蚂蝗，为豆科餓螞蝗屬下的一种直立灌木，曾被歸類於近緣的山螞蝗屬，有比其他山蚂蝗属植物更粗的木質部，羽狀三出葉，總狀花序，开紫色花，灰蝶科的一些蝴蝶以其为食，入药有殺菌、消炎和止痛的功效。

## 扩展阅读
- 維基物種上的相關：波葉山螞蝗